# Bataille de Ponte-Novo
Guerres d'indépendance corse
Batailles
Guerres d'indépendance corse
- Vescovato (1564)
- Calenzana (1732)
- Furiani (1763)
- Traité de Versailles (1768)
- Borgo (1768)
- Ponte-Novo (1769)
- Farinole (1793)
- Saint-Florent (1794)
- Bastia (1794)
- Calvi (1794)
- Traité de Bastia (1814)

La bataille de Ponte-Novo (en corse : Ponte Novu ou Pontenovu), qui eut lieu du 8 au 9 mai 1769, est le point final des affrontements entre les troupes de Pascal Paoli — composées de Corses et de mercenaires allemands et suisses — et les armées du roi de France, Louis XV, aidées de soldats corses du parti français. Ouvrant aux grenadiers français la route de Corte, capitale de la République corse, cette bataille marque la fin de la seconde et dernière phase de la conquête de la Corse par la France.

## Préambule
Après la défaite française de Borgo, Louis XV change sa tactique : il tente d'abord, à plusieurs occasions et sans succès, de faire assassiner Pascal Paoli et essaie de corrompre certains de ses lieutenants ; puis, sous le commandement du comte de Vaux, il envoie un corps expéditionnaire de 22 000 hommes avec une artillerie nombreuse.
Du côté corse, l'armée nationale peut compter sur 15 000 hommes, dont des mercenaires prussiens et suisses, mais disposant de très peu de canons.
Afin d'en finir avec le gouvernement corse de Pascal Paoli, le commandement français décide de se porter sur Corte en passant par le passage du Golo à Ponte-Novo.

## Prélude
Le comte de Vaux décide d'engager dans cette action 15 000 hommes. Du 1er au 4 mai, il met en place son dispositif. Alors qu'il commande la force principale, au centre, son aile droite est commandée par le colonel d'Arcambal et son aile gauche est sous le commandement de Marbeuf.
Le 5 mai, les opérations débutent par la prise de Murato et San Nicolao brisant ainsi les défenses corses du Nebbio. Pendant ce temps, Marbeuf prend Borgo et franchit dans le mouvement le Golu.
Le 6 mai, les troupes françaises prennent la Costiera.

## Déroulement de la bataille
Le 7 mai, après avoir pris Santo Pietro et Lento le comte de Vaux y installe son quartier général.
Pendant ce temps, 2 000 hommes des troupes corses, dont des mercenaires prussiens et suisses, sous le commandement d'Antoine Gentili (futur gouverneur militaire de Corfou sous le Directoire), se positionnent à Ponte-Novo pour bloquer la progression des troupes françaises.
Le 8 mai, voulant reprendre Lento aux Français, Pascal Paoli décide d'attaquer le village de 3 côtés. Les troupes commandées par Pierre Colle, de Rostino, mènent l'attaque principale vers Tenda et Lento dans la vallée du Golo où sont stationnées les troupes du comte de Vaux. Après un premier assaut acharné, les troupes françaises plient, les troupes corses progressent. Les renforts français venus de Lento et Canavaggia repoussent les troupes corses. Une contre attaque française oblige les Corses à se retirer, en ordre, sur la rive droite du pont, côté Rostino, où 1 200 soldats français avaient déjà pris place et les attendaient sur les hauteurs.
Assaillis de tous les côtés, les Corses tentent alors de repasser sur l'autre rive, mais dans le désordre, mêlé à la confusion dans le commandement ; les troupes en retraite de Pietro Colle se font tirer dessus par les mercenaires prussiens chargés de défendre le pont.
Assaillies d'un côté par les Français et empêchées de l'autre de passer le pont, les troupes corses sont laminées. 
Voltaire, dans Le Précis du Siècle de Louis XV (1re édition en 1768), écrit, admiratif, à l'occasion de ce combat : 

« L'arme principale des Corses était leur courage. Ce courage fut si grand que dans un de ces combats, vers une rivière nommée Golo, ils se firent un rempart de leurs morts pour avoir le temps de recharger derrière eux avant de faire une retraite nécessaire ; leurs blessés se mêlèrent parmi les morts pour affermir le rempart. On trouve partout de la valeur, mais on ne voit de telles actions que chez les peuples libres. »

Pourtant les combats ne cessèrent pas après cette bataille. D'autres combats acharnés eurent lieu comme dans la région de Vico, du 1er au 5 juin, entre les troupes de Clemente Paoli, frère de Pascal Paoli, et celles du comte de Narbonne, commandant militaire d'Ajaccio. Dans la même période, les Corses s'opposèrent vainement à l'avance des troupes françaises, comme dans le Fiumorbo ou à Vivario.
Les Français cherchaient à capturer Pascal Paoli, qui réussit à s'échapper, avec 300 fidèles, en s'embarquant à Porto-Vecchio le 13 juin 1769 pour Livourne.

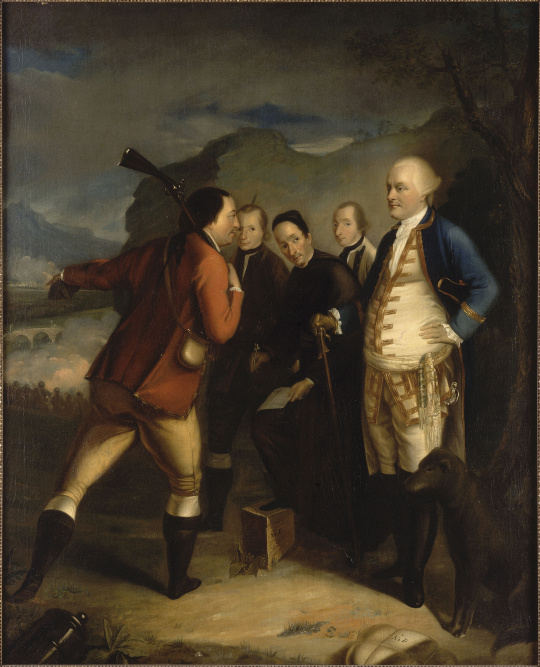
Paoli à la bataille de Ponte-Novo en 1769 (par Henry Benbridge).

## Conséquences
À la suite de cette défaite, Paoli prendra le chemin de l'exil. Il faut noter que dans les mois qui suivirent, près d'une centaine de familles corses, parmi les plus influentes, furent anoblies par Louis XV, dont la plupart de celles qui avaient participé à la bataille aux côtés de Paoli (l'exemple des Bonaparte est le plus connu). Ponte-Novo marque la fin de l'indépendance paoliste, qui aura donc duré quatorze ans, de 1755 à 1769. Ainsi s'achève le rêve d'une Corse indépendante, certes dépendante de l'aide de l'Angleterre, mais dotée d'une constitution, d'un drapeau (qui précède notamment le drapeau tricolore[réf. nécessaire]), de sa monnaie, son armée, sa marine, son université, où sont admis des boursiers sélectionnés selon leurs mérites, et où, sous la condition d'être chef de famille, les femmes avaient le droit de vote — alors qu'aucun peuple européen, sans distinction de sexe, ne disposait encore de ce droit. Pour ses réalisations, Paoli, ainsi tombé à Ponte-Novo, bénéficia de nombreux témoignages d'admiration et demeure connu, aux États-Unis en particulier, comme l'un des principaux inspirateurs de la Déclaration d'indépendance de 1776 et de la Constitution américaine.[réf. nécessaire].

## La bataille aujourd'hui
Aujourd'hui encore, la bataille de Ponte-Novo est commémorée chaque année le 8 mai et donne le plus souvent lieu à des reconstitutions en costumes d'époque. D'aucuns trouvent curieux que les patriotes corses ou déclarés tels célèbrent une défaite aux effets radicalement destructeurs pour une nation qui avait déjà pris corps à la suite de la première déclaration d'indépendance opérée le 30 janvier 1735, avec l'aval des autorités religieuses locales (ceci à la suite d'une dispute théologique ayant duré quatre ans, de 1731 à 1735). À l'exception de l'éphémère royaume anglo-corse de 1794, la Corse n'a plus été indépendante depuis.
Le pont génois reliant les deux rives du Golo à Ponte-Novo, lieu d’affrontement direct entre troupes paolistes composées de Corses et de mercenaires prussiens, et les armées françaises auxquelles se rallient néanmoins de nombreux combattants corses, notamment des familles Boccheciampe d'Oletta, Casabianca de Vescovato, Rossi d'Ajaccio, Buttafuoco, pour la plupart officiers du Royal Corse, a été détruit durant la Seconde Guerre mondiale.

## Galerie

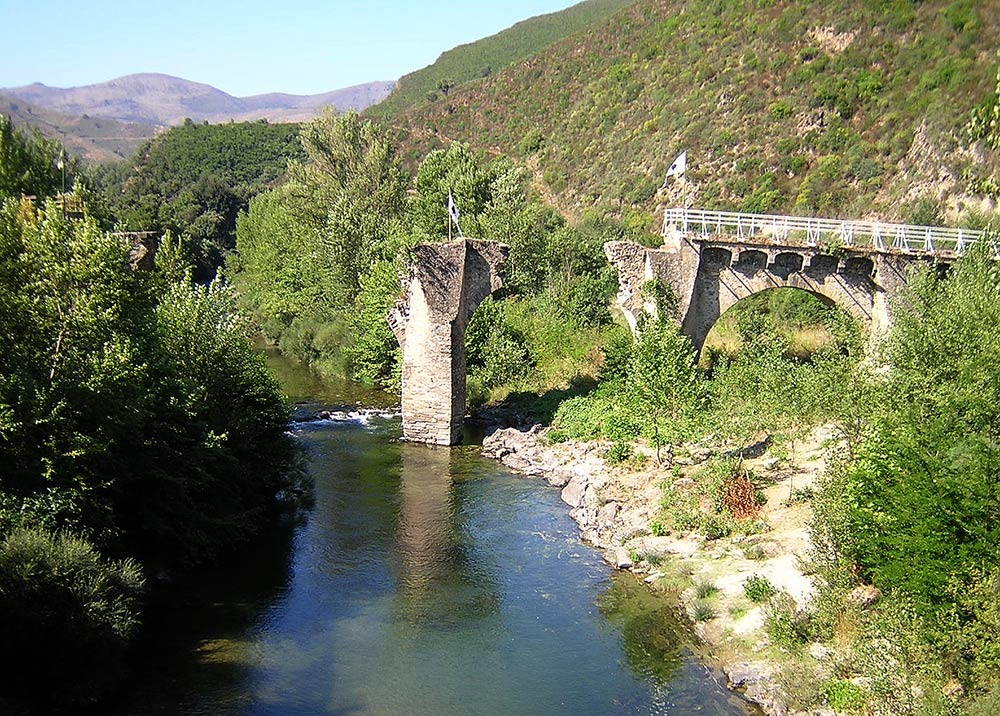
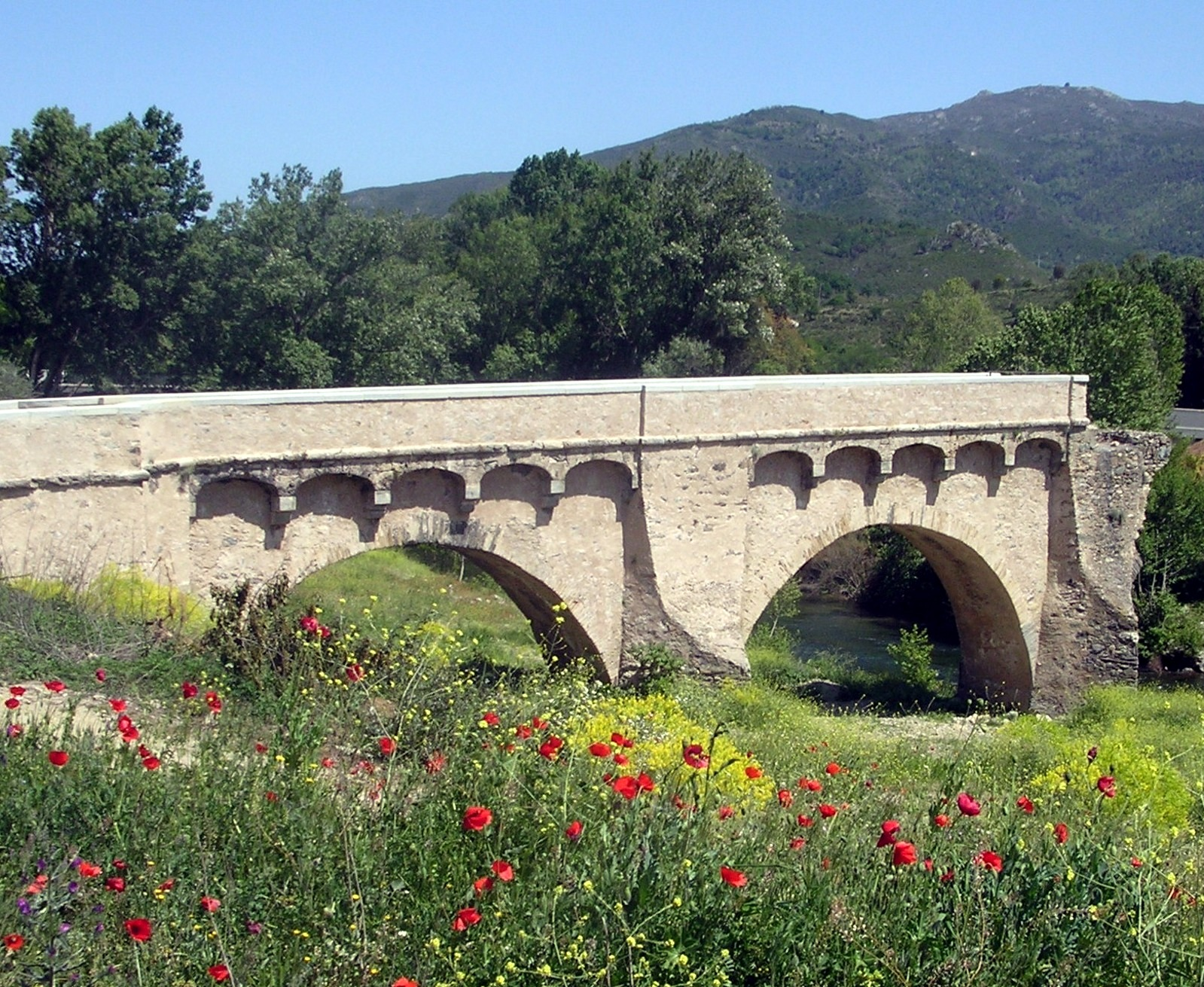
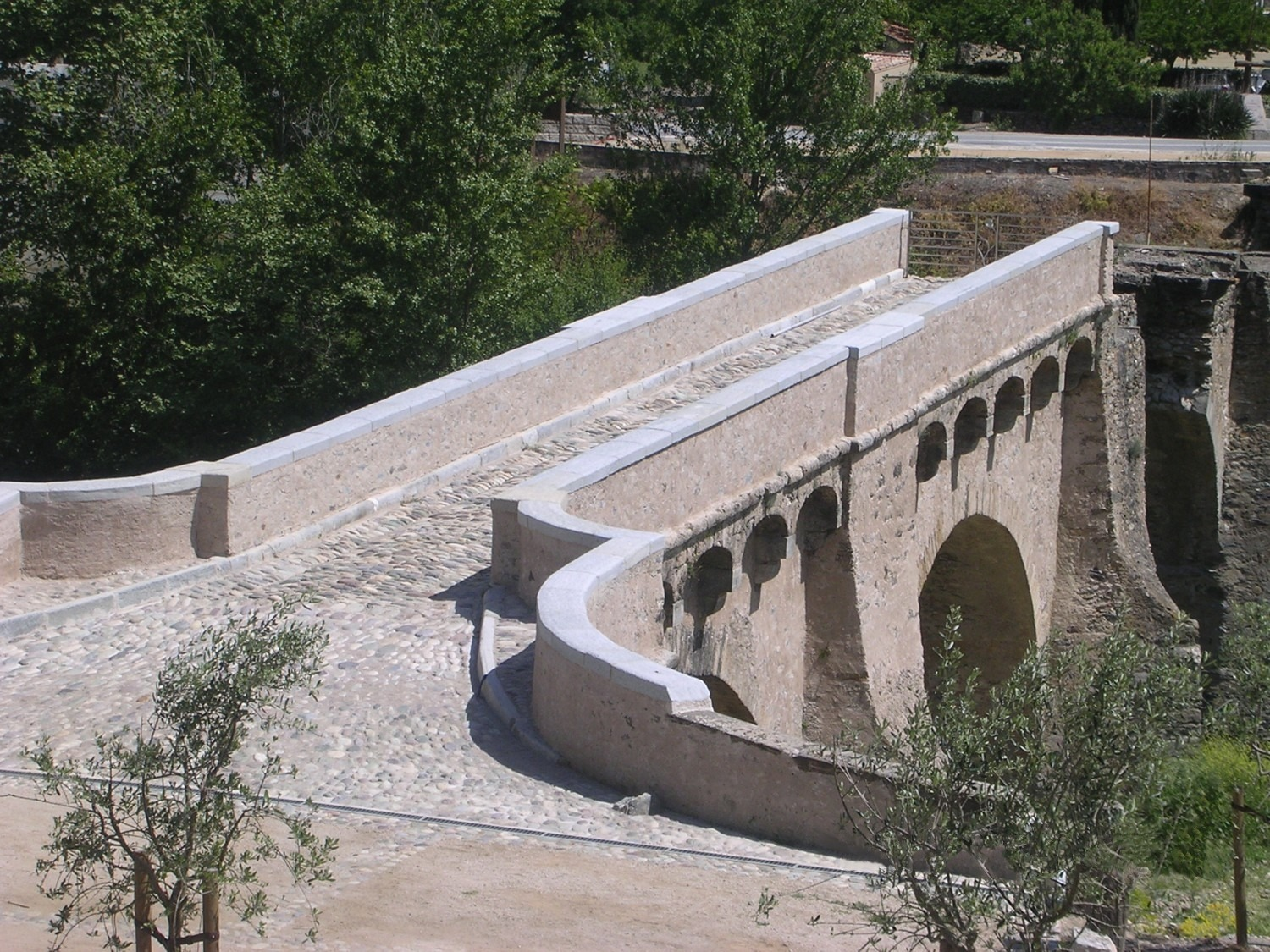
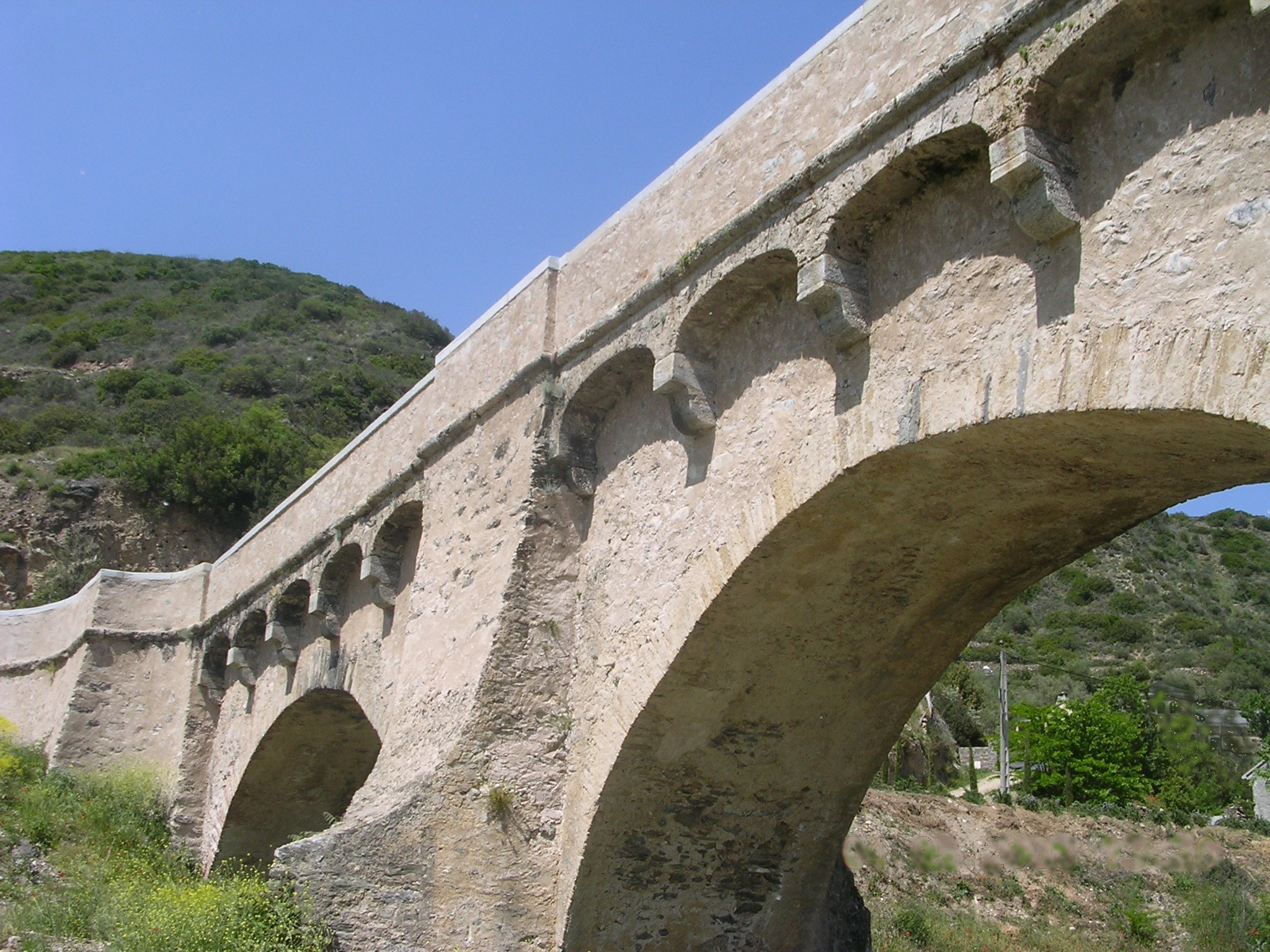
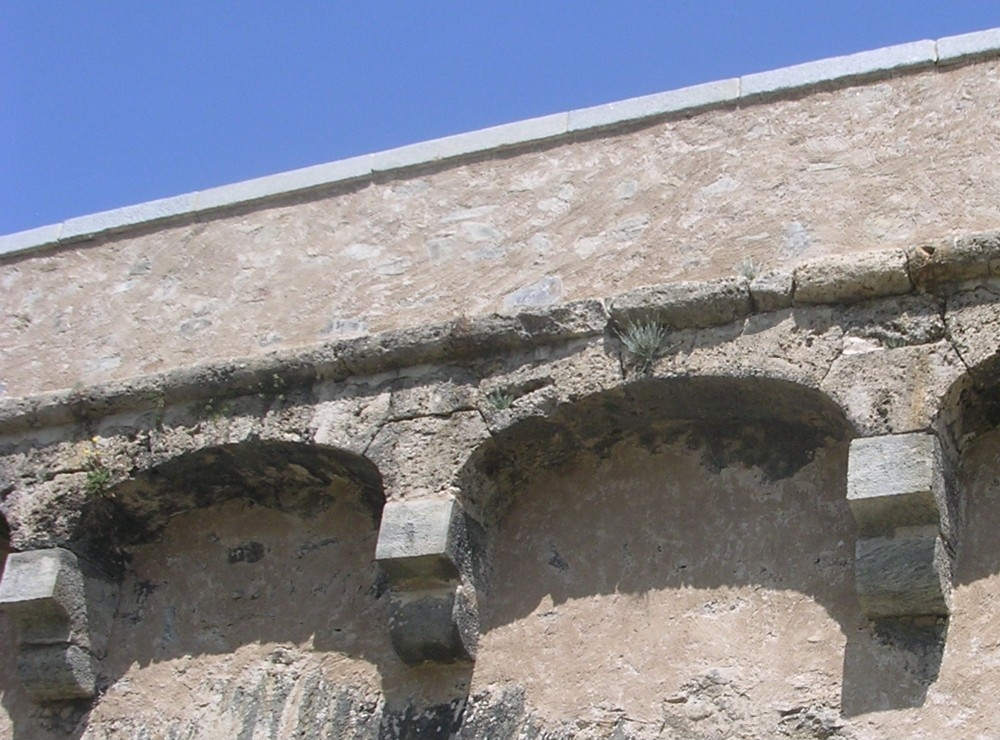
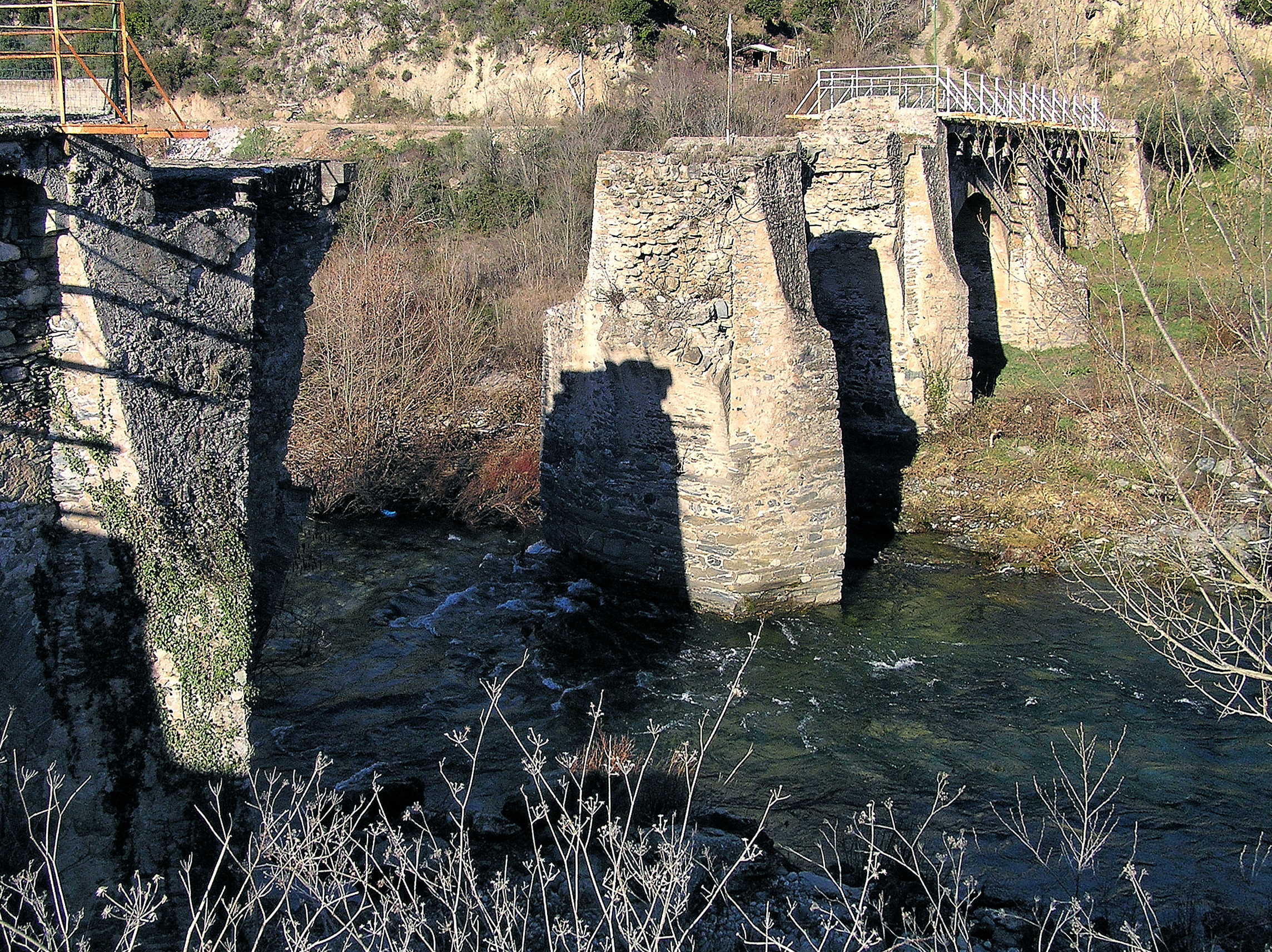